# کارول موریس
کارول موریس (انگلیسی: Carol Morris؛ زادهٔ ۸ آوریل ۱۹۳۶) بازیگر، مدل و ملکه زیبایی اهل آمریکا است. او عنوان دوشیزه جهان و ملکه زیبایی ایالات متحده آمریکا را در سال ۱۹۵۶ به خود اختصاص داد.